# S-mile 〜40th Amii-versary〜
『S-mile 〜40th Amii-versary〜』（スマイル フォーティース・アミヴァーサリー）は、尾崎亜美のデビュー40周年を記念して制作されたアルバム。2016年5月25日に日本クラウンからリリースされた。

## 概要
本作も共同プロデューサーに夫である小原礼を迎えて制作された。ジャケット及びライナーノートの写真は、アメリカを拠点に雑誌、広告、ファッションなど幅広い分野で活躍する写真家、俵山忠の手によるもので、レコーディングのためロサンゼルスを訪れた際に撮影が行われた。
表題曲「Smile」を含む書き下ろしの新曲5曲および他の歌手に提供した楽曲のセルフカバーで構成されたDICK-1と、自身の代表曲および洋楽のカバー曲をアンプラグドの形式で演奏し、スタジオ・ライブにてレコーディングを行ったDICK-2の2枚組となっている。
M-8「名も無い歌でいい」は小坂忠とのデュエット曲。ギター演奏にはマイケル・トンプソン、鈴木茂、是永巧一、奥田民生などの著名なミュージシャンが参加している。また、アルバムのリリース後に行われた東名阪でのコンサートツアーでは、「名も無い歌でいい」でデュエットを披露した小坂が全公演にゲストとして参加している。

## 収録曲

### CD
| 全作詞・作曲・編曲: 尾崎亜美。 |                         |          |            |      |
| #                              | タイトル                | 作詞     | 作曲・編曲 | 時間 |
| 1.                             | 「私がいる」            | 尾崎亜美 | 尾崎亜美   | 4:34 |
| 2.                             | 「ありがとう ～Father」 | 尾崎亜美 | 尾崎亜美   | 3:56 |
| 3.                             | 「音符の翼」            | 尾崎亜美 | 尾崎亜美   | 3:51 |
| 4.                             | 「時を渡る魔法」        | 尾崎亜美 | 尾崎亜美   | 4:24 |
| 5.                             | 「Vanilla」             | 尾崎亜美 | 尾崎亜美   | 4:29 |
| 6.                             | 「真水の涙」            | 尾崎亜美 | 尾崎亜美   | 3:35 |
| 7.                             | 「Angel Eyes」          | 尾崎亜美 | 尾崎亜美   | 4:00 |
| 8.                             | 「名も無い歌でいい」    | 尾崎亜美 | 尾崎亜美   | 4:10 |
| 9.                             | 「匂い立つ風」          | 尾崎亜美 | 尾崎亜美   | 4:25 |
| 10.                            | 「1秒だけの奇蹟」       | 尾崎亜美 | 尾崎亜美   | 4:05 |
| 11.                            | 「Smile」               | 尾崎亜美 | 尾崎亜美   | 3:18 |
| 合計時間:                      | 合計時間:               | 44:54    |            |      |

| #         | タイトル                          | 作詞               | 作曲           | 時間  |
| --------- | --------------------------------- | ------------------ | -------------- | ----- |
| 1.        | 「冥想」                          | 尾崎亜美           | 尾崎亜美       | 2:29  |
| 2.        | 「It's Too Late」                 | Carole King        | Toni Stern     | 4:06  |
| 3.        | 「マイ・ピュア・レディ」          | 尾崎亜美           | 尾崎亜美       | 3:30  |
| 4.        | 「春の予感 ～I've been mellow～」 | 尾崎亜美           | 尾崎亜美       | 3:42  |
| 5.        | 「What a Wonderful World」        | George David Weiss | George Douglas | 3:29  |
| 6.        | 「オリビアを聴きながら」          | 尾崎亜美           | 尾崎亜美       | 5:06  |
| 7.        | 「明日に架ける橋」                | Paul Simon         | Paul Simon     | 4:31  |
| 合計時間: | 合計時間:                         | 合計時間:          | 合計時間:      | 26:59 |

### 曲解説
1. 私がいる
石嶺聡子に提供し、1995年3月にシングルとしてリリースされた曲のセルフカバー。
2. ありがとう
中島愛に提供し、2013年8月にシングルとしてリリースされた曲のセルフカバー。
3. 音符の翼
アルバム初収録の新曲。
4. 時を渡る魔法
アルバム初収録の新曲。
5. Vanilla
myu:に提供し、2003年6月にリリースされたアルバム『as you are』に収録された曲のセルフカバー。
6. 真水の涙
平原綾香に提供し、2016年4月にリリースされたアルバム『LOVE』に収録された曲のセルフカバー。
7. Angel Eyes
myu:に提供し、2002年11月にリリースされたアルバム『SEVEN SEEDS』に収録された曲のセルフカバー。
8. 名も無い歌でいい
アルバム初収録の新曲。小坂忠とのデュエット曲。
9. 匂い立つ風
コーラスグループ La Dillに提供し、2014年9月にシングルとしてリリースされた曲のセルフカバー[6]。
10. 1秒だけの奇蹟
相田翔子に提供し、2013年9月にリリースされたアルバム『This Is My Love』に収録された曲のセルフカバー。
11. Smile
アルバムのタイトル曲。アルバム初収録の新曲。

## ミュージシャン
| 私がいる 屋敷豪太：Drums 小原礼：Bass Michael Thompson：Guitars 尾崎亜美：Vocal and Keyboards ありがとう 屋敷豪太：Drums and Percussion 小原礼：Bass 小倉博和：Guitars 尾崎亜美：Vocal, Keyboards and Chorus 音符の翼 屋敷豪太：Drums 小原礼：Bass Michael Thompson：Guitars 尾崎亜美：Vocal, Acoustic Piano, Keyboards and Chorus 時を渡る魔法 屋敷豪太：Drums 小原礼：Bass 是永巧一：Electric Guitar 尾崎博志：Acoustic Guitar and Pedal Steel Guitar 尾崎亜美：Vocal, Keyboards and Chorus Vanilla 屋敷豪太：Drums 小原礼：Bass, Electric Guitar and CR-68 小倉博和：Guitars Aisa：Chorus 尾崎亜美：Vocal, Keyboards and Chorus 真水の涙 屋敷豪太：Drums 小原礼：Bass 小倉博和：Guitars 尾崎亜美：Vocal and Keyboards | Angel Eyes 屋敷豪太：Drums and Percussion 小原礼：Bass and Baritone Guitar 奥田民生：Electric Guitar The Renaissance：Chorus 尾崎亜美：Vocal, Keyboards, Hammond Organ and Chorus 名も無い歌でいい 小坂忠：Vocal 屋敷豪太：Drums 小原礼：Bass 鈴木茂：Electric Guitar 尾崎亜美：Vocal, Acoustic Piano, Hammond Organ, Keyboards and Chorus 匂い立つ風 尾崎亜美：Vocal and Acoustic Piano 1秒だけの奇蹟 屋敷豪太：Drums and Percussion 小原礼：Bass Michael Thompson：Guitars 尾崎亜美：Vocal, Acoustic Piano, Keyboards and Chorus Smile 三沢またろう：Percussion 尾崎博志：Mandolin 目黒区立油面小学校合唱団：Chorus All Musicians：Chorus 尾崎亜美：Vocal, Keyboards and Chorus |

## 尾崎亜美 40th Amii-versary コンサート「S-mile」
| # | 日時          | 会場                                             |
| - | ------------- | ------------------------------------------------ |
| 1 | 2016年7月4日  | 愛知県 名古屋ダイアモンドホール                  |
| 2 | 2016年7月5日  | 大阪府 なんばHatch                               |
| 3 | 2016年7月9日  | 東京都 渋谷区文化総合センター大和田 さくらホール |
| 4 | 2016年7月10日 | 東京都 渋谷区文化総合センター大和田 さくらホール |

### 出演
屋敷豪太 - Drums
小原礼 - Bass
鈴木茂 - Guitar
是永巧一 - Guitar
横山裕章 - Keyboards
Aisa - Chorus, Guitar

#### ゲスト
小坂忠　ほか